# Pistolet (1903)
Pistolet – francuski niszczyciel z początku XX wieku, typu Arquebuse.
Okręt został zamówiony 22 maja 1901 roku, a stępkę położono we wrześniu 1901 roku. Zbudowano go w stoczni A.C. Loire w Nantes. Okręt wodowano 29 maja 1903 roku. Próby morskie rozpoczęto w czerwcu 1903 roku, a okręt przyjęto do służby 21 września 1903 roku. Na próbach rozwinął moc indykowaną 6574 KM i prędkość 29 węzłów.
W kwietniu 1904 roku przebazował na Daleki Wschód, gdzie przebywał nadal na początku I wojny światowej. Był zacumowany w porcie Georgetown podczas bitwy pod Penangiem 28 października 1914 roku, lecz nie wziął udziału w starciu. W 1915 roku wymieniono mu kotły podczas remontu w Sajgonie. 19 stycznia 1916 roku powrócił do Tulonu. Służył następnie do końca wojny na zachodnim Morzu Śródziemnym, w 7. i 8. Flotylli Niszczycieli. Został skreślony z listy floty 30 października 1919 roku. Został następnie sprzedany na złom 6 maja 1920 roku.